# SHADOW OF LAFFANDOR ラファンドール国物語
『SHADOW OF LAFFANDOR ラファンドール国物語』（シャドウ オブ ラファンドール ラファンドールこくものがたり）は、ワーナーミュージック・ジャパンによる「音で紡ぐファンタジー作品」と称した音楽プロジェクトで、ストーリー原作および音楽の作詞・作曲を矢内景子、サウンドプロデュースを近谷直之、シナリオ・脚本を野島一成が担当している。

## 概要
2016年9月14日にワーナーミュージック・ジャパンの新規大型プロジェクトとして発表され、2016年9月15日から18日に開催された東京ゲームショウ2016にてブースを出展した。
公式ウェブサイトにてストーリー動画が週刊連載しており、毎週金曜日19時に、「記憶の断片」と呼ばれるストーリーが解放される。
RPGのシナリオシーンのように、左右にキャラクターのイラスト、中央にテキストが出てくるスタイルでストーリーは展開し、この特徴的な紙芝居形式のことを「FANTASY PICTURE STORY」と呼んでいる。
この「FANTASY PICTURE STORY」はすべてフルボイスで、BGMは毎週シーンごとの書き下ろしとなっている。
2017年2月に実施された初の配信限定生放送ライブコンサート「SHADOW OF LAFFANDOR STORY LIVE~ある少女の光と影の追憶~」では、視聴数10万回を超え、fresh!の視聴数ランキング第1位を獲得した。そして同年7月12日よりTOKYO MX及びSUN TVにてテレビ番組が放送されることが発表された。

## あらすじ
ラファンドールの最北にある、フェブルと呼ばれる霧深い小さな村で、
リエンとその妹トレスタは母ベネッタとともに暮らしていた。
妹の誕生日に商人からヴァイオリンを買うため、リエンは昔から持っていた古いペンダントを手放してしまうが
それをきっかけにリエンの生活は変わっていく。
ある日突如として村が謎の兵士に襲われ、すべてが燃え尽くされてしまう。
母ベネッタの言葉に従い森に逃げ込んだふたりだが、トレスタの体調が徐々に悪くなっていき、
ついには口から影のような黒い霧を吹き出し倒れてしまう。
瀕死のトレスタを助けたいリエンは、森を出て、その方法を探す旅に出る。

## 登場人物

### 主要人物
リエン・マキュール
声 - 花江夏樹
主人公。「王のご威光」を受け継いだ、ラファンドール国の次代の王だと思われている。
フェブル村で母ベネッタと妹トレスタと暮らしていたが、大切な妹トレスタが倒れてしまい、彼女を救う方法を探しに旅立つ。

トレスタ・マキュール
声 - 日岡なつみ
リエンの妹。明るく快活な少女。リエンに絶対的な信頼を寄せている。
石の家にて、口から黒い霧のようなものが吹き出し倒れてしまう。

アイソル・ナザド
声 - 梅原裕一郎
トレスタのことが好きな、リエンの幼なじみ。リエンと正反対の性格をしている。
大好きなトレスタを守ろうと、ネブラエスの言うことすらも聞いてしまう。実はリエンの半身。

シェルシュ
声 - 福島亜美
トレスタにそっくりの謎の少女。ガロン村でリエンと出会う。

ブライ・アル・カーラ
声 - 浪川大輔
傭兵部隊アロンディアスの隊長。
個性的な隊員たちから絶大な信頼を得るほどの実力を有している。
冷静で決して明るい性格というわけではないが、仲間想いで信念の強い熱い青年。
「王のご威光」を持つつぎの王であるリエンを、ラファンドール軍よりも早く見つけ出そうとフェブル村へ向かうが、次第にラファンドールの真の歴史やリエンの成長に動かされ、リエンについていくことを決意する。

ネブラエス・デュガン
声 - 鈴木達央
ラファンドール軍北方大隊隊長。
幼いころ、母が何者かに殺され、その犯人を探すべく「強さ」を求めるようになる。ラファンドール軍北方大隊隊長にまで登り詰めたが、あるとき「時空を越える力を持つ【闇の目】」の存在を知る。そして、その力を手に入れて母の敵を討つべく、影の王と取引をしてしまう。みずからの美しく青い目を差し出すことで未完成の闇の目を入手し、完成させるための「光の末裔の血を啜らなければいけない」という影の王の言葉を信じ、リエンの捜索をはじめる。

ベネッタ・マキュール
声 - 夏木マリ
リエンとトレスタの母。

エマ・リドル
声 - ろん
トレスタの幼馴染で、リエンのことが好き。ガロン村の傭兵宿で働いている。

### アロンディアスの隊員
ギース・コルジュ
声 - 水越健
ラウラ・マディソン
声 - 本多陽子
テドロア・イーアン（テディ）
声 - 三浦勝之
ジェン・ステルス
声 - 小田敏充

## スタッフ
- 原作・音楽 - 矢内景子
- サウンドプロデュース - 近谷直之
- 脚本・シナリオ - 野島一成
- プロデューサー - 島津真太郎
- キャラクターデザイン - 橘里枝

## WEB版
毎週金曜日19時に「記憶の断片」（ストーリー）が解放される。不定期で解放される「記憶の暴走」は本編ではまだ明かされていない少し先の未来が垣間見えるもので、「記憶の暴走」の公開後にはそのストーリーを描く楽曲がYoutubeで公開される。

### 各話リスト
| サブタイトル                                   | 配信日         |
| 第一章                                         | 第一章         |
| ---------------------------------------------- | -------------- |
| 記憶の断片1「平穏なる村、フェブル」            | 2016年 9月14日 |
| 記憶の断片2「待ちわびたファーガス商会」        | 9月22日        |
| 記憶の断片3「バルバロ亭と噂の真相」            | 9月29日        |
| 記憶の断片4「響くヴァイオリンと母の想い」      | 10月6日        |
| 記憶の断片5「動き出す国王軍」                  | 10月13日       |
| 記憶の断片6「フェブル村に忍び寄る影」          | 10月20日       |
| 第二章                                         |                |
| 記憶の断片7「燃えるフェブル村」                | 10月27日       |
| 記憶の断片8「はじめての森とざわつく心」        | 11月3日        |
| 記憶の暴走2「残された兄妹」                    | 11月10日       |
| 記憶の断片9「たどり着いた森の小屋」            | 11月17日       |
| 記憶の断片10「眠れぬ夜」                       | 11月24日       |
| 第三章                                         |                |
| 記憶の断片11「探し物」                         | 12月2日        |
| 記憶の断片12「悲報と予感」                     | 12月9日        |
| 記憶の断片13「ペンダントと燃えたヴァイオリン」 | 12月16日       |
| 記憶の断片14「赤い眼」                         | 12月23日       |
| 第四章                                         |                |
| 記憶の断片15「地下室とヴァイオリン」           | 2017年 1月6日  |
| 記憶の暴走1「出逢い」                          | 1月13日        |
| 記憶の断片16「アロンディアス」                 | 1月20日        |
| 記憶の断片17「突然の闇」                       | 1月27日        |
| 記憶の断片18「裏切りと切れた弦」               | 2月3日         |
| 記憶の暴走3「闇の目を求めて」                  | 2月9日         |
| 記憶の断片19「眩しい」                         | 2月17日        |
| 第五章                                         |                |
| 記憶の断片20「見えないもの」                   | 2月24日        |
| 記憶の断片21「蘇る言葉」                       | 3月3日         |
| 記憶の断片22「鳴り止むヴァイオリンと森の笑い」 | 3月10日        |
| 記憶の暴走4「旅立ち」                          | 3月16日        |
| 記憶の断片23「トレスタと影」                   | 3月24日        |
| 記憶の断片24「迫り来る運命」                   | 3月31日        |
| 記憶の断片25「親友」                           | 4月7日         |
| 記憶の断片26「手紙が届いた日」                 | 4月14日        |
| 第六章                                         |                |
| 記憶の断片27「未来への希望」                   | 4月21日        |
| 記憶の断片28「出生の秘密」                     | 4月28日        |
| 記憶の断片29「ふたりの少女」                   | 5月5日         |
| 記憶の暴走5「影の王の手駒」                    | 5月12日        |
| 記憶の断片30「シェルシュとリエン」             | 5月26日        |
| 第七章                                         |                |
| 記憶の断片31「アイソルの望み」                 | 6月2日         |
| 記憶の断片32「口論の行方」                     | 6月9日         |
| 記憶の断片33「それぞれの不安」                 | 6月16日        |
| 記憶の断片34「誘導」                           | 6月23日        |
| 記憶の断片35「三人目の血」                     | 6月30日        |
| 第八章                                         |                |
| 記憶の断片36「光の民と影の民」                 | 7月7日         |
| 記憶の断片37「石の家の秘密」                   | 7月14日        |
| 記憶の暴走6「責任」                            | 7月20日        |
| 記憶の断片38「守りたいという気持ち」           | 7月28日        |
| 記憶の断片39「フォージュ」                     | 8月4日         |
| 記憶の断片40「時の流れの外」                   | 8月11日        |
| 記憶の暴走7「ひとりぼっち」                    | 8月24日        |
| 記憶の断片41「森の中の少年」                   | 9月1日         |
| 記憶の断片42「シェルシュ」                     | 9月8日         |
| 記憶の暴走8「譲れないもの」                    | 9月14日        |
| 第九章                                         |                |
| 記憶の断片43「リエンとアイソル」               | 9月22日        |
| 記憶の断片44「思いの強さ」                     | 9月29日        |
| 記憶の断片45「ネブラエスの望み」               | 10月6日        |
| 第十章                                         |                |
| 記憶の断片46「帰還」                           | 10月13日       |
| 記憶の断片47「最後の言葉」                     | 10月20日       |
| 記憶の断片48「リエン・スヴェート」             | 10月27日       |
| 記憶の暴走9「大切な人」                        | 11月3日        |
| 記憶の断片49「影」                             | 11月10日       |

## テレビ版
『SHADOW OF LAFFANDOR ラファンドール国物語 〜FANTASY PICTURE STORY〜』のタイトルで、2017年7月12日から9月までTOKYO MX とSUN TVにて10分枠で放送された。全12話。
Web版から再編集されたダイジェスト版となっており、ビジュアルノベル風に進行する。
公式サイトで、2017年8月18日に第1話から第6話までの前半総集編、11月17日に第7話から第12話までの後半総集編が配信された。

### 主題歌
作詞・作曲は矢内景子、編曲は近谷直之。どの曲もシェルシュについては声優がクレジットされていない。
主題歌「囚われた光」
歌 - リエン・マキュール（花江夏樹）、シェルシュ
エンディングテーマ
「約束」（第1話 - 第4話）
歌 - シェルシュ
「僕のいない朝」（第5話 - 第6話、前半総集編、第8話）
歌 - アイソル・ナザド（梅原裕一郎）、シェルシュ
「Deep Down」（第7話）
歌 - シェルシュ
「満月の夜のこと」（第9話）
歌 - トレスタ・マキュール（日岡なつみ）、シェルシュ
「翔」（第10話）
歌 - シェルシュ
「愛しい人よ」（第11話）
歌 - ネブラエス・デュガン（鈴木達央）、シェルシュ
「大切な人」（第12話）
歌 - シェルシュ
「SOL」（後半総集編）
歌 - シェルシュ

### 各話リスト（テレビ版）
| 話数   | サブタイトル                        | 放送日         |
| ------ | ----------------------------------- | -------------- |
| 第1話  | 記憶の断片I「平穏なる村、フェブル」 | 2017年 7月12日 |
| 第2話  | 記憶の断片II「眠れぬ夜」            | 7月19日        |
| 第3話  | 記憶の断片III「赤い眼」             | 7月26日        |
| 第4話  | 記憶の断片IV「迫り来る運命」        | 8月2日         |
| 第5話  | 記憶の断片V「出生の秘密」           | 8月9日         |
| 第6話  | 記憶の断片VI「ふたりの少女」        | 8月16日        |
| 第7話  | 記憶の断片VII「手紙が届いた日」     | 8月23日        |
| 第8話  | 記憶の断片VIII「三人目の血」        | 8月30日        |
| 第9話  | 記憶の断片IX「森の中の少年」        | 9月6日         |
| 第10話 | 記憶の断片X「光と影」               | 9月13日        |
| 第11話 | 記憶の断片XI 「リエンとアイソル」   | 9月20日        |
| 第12話 | 記憶の断片XII 「最後の言葉」        | 9月27日        |

### 放送局
| 放送期間                | 放送時間                     | 放送局   | 対象地域 |
| ----------------------- | ---------------------------- | -------- | -------- |
| 2017年7月12日 - 9月27日 | 水曜 22:50 - 23:00           | TOKYO MX | 東京都   |
| 2017年7月13日 - 9月28日 | 木曜 0:20 - 0:30（水曜深夜） | SUN TV   | 兵庫県   |

### CD
「SHADOW OF LAFFANDOR ラファンドール国物語 〜ある少女の光と影の追憶〜」
2017年12月16日発売。1stアルバム。WPCL-12814/5。

## ライブ
「SHADOW OF LAFFANDOR STORY LIVE〜ある少女の光と影の追憶〜」と題し、FRESH!にて不定期に限定生配信ライブを実施。
2017年2月22日
「SHADOW OF LAFFANDOR STORY LIVE〜ある少女の光と影の追憶〜」
2017年7月12日
「第二回 SHADOW OF LAFFANDOR STORY LIVE〜ある少女の光と影の追憶〜」

## 楽曲
「記憶の暴走」の公開後に追って公開されるそのストーリーを描く楽曲で、これらの楽曲は象徴的なシーンにおけるキャラクターたちの心情を描くものとなっている。
約束
2016年9月14日公開。「SHADOW OF LAFFANDOR ラファンドール国物語」の1曲目として公開された楽曲。
「第五章 記憶の断片24『迫り来る運命』」の台詞が用いられている。

魔法の鍵
2016年11月11日公開。「SHADOW OF LAFFANDOR ラファンドール国物語」の2曲目として公開された楽曲。
「第六章 記憶の断片30『シェルシュとリエン』」の台詞が用いられている。

ひとつだけ
2017年1月13日公開。「SHADOW OF LAFFANDOR ラファンドール国物語」の3曲目として公開された楽曲。
「第四章 記憶の断片19『眩しい』」の台詞が用いられている。

Deep Down
2017年2月10日公開。「SHADOW OF LAFFANDOR ラファンドール国物語」の4曲目として公開された楽曲。
「第五章 記憶の断片26『手紙が届いた日』」の台詞が用いられている。

霧の世界
2017年3月17日公開。「SHADOW OF LAFFANDOR ラファンドール国物語」の5曲目として公開された楽曲。
「第五章 記憶の断片27『未来への希望』」の台詞が用いられている。

RISE
2017年5月19日公開。「SHADOW OF LAFFANDOR ラファンドール国物語」の6曲目として公開された楽曲。
「第七章 記憶の断片31『アイソルの希望』」の台詞が用いられている。

## 漫画
『ラファンドール国物語〜若き光の追憶〜』
2018年1月9日よりpixivコミックで配信のWebコミック版。原作矢内景子、漫画ダンタガワ。